# Cylindromyia pacifica
Cylindromyia pacifica är en tvåvingeart som beskrevs av Mario Bezzi 1928. Cylindromyia pacifica ingår i släktet Cylindromyia och familjen parasitflugor.
Artens utbredningsområde är Fiji. Inga underarter finns listade i Catalogue of Life.